# Ayurveda (film)
Pour plus de détails, voir Fiche technique et Distribution.
Ayurveda (Ayurveda: Art of Being) est un film indien réalisé par Pan Nalin, sorti en 2001.

## Synopsis
Le documentaire s'intéresse à l'ayurveda, médecine traditionnelle originaire de l'Inde.

## Fiche technique
- Titre : Ayurveda
- Titre original : Ayurveda: Art of Being
- Réalisation : Pan Nalin
- Scénario : Pan Nalin
- Musique : Cyril Morin
- Photographie : Serge Guez
- Montage : Pan Nalin et Ben von Grafenstein
- Production : Christoph Friedel
- Société de production : Monsoon Films, Pan Nalin Pictures, Pandora Filmproduktion et Sunrise Filmvertriebs
- Société de distribution : Diaphana Films (France)
- Pays :  Inde,  Suisse et  Allemagne
- Genre : Documentaire
- Durée : 101 minutes
- Dates de sortie : 
  -  Allemagne : 20 septembre 2001
  -  France : 12 janvier 2005

## Distinctions
Le film a reçu le prix du meilleur film et le prix du public dans la catégorie Documentaire du Galway Film Fleadh, ainsi que le prix du public dans la catégorie Documentaire à l'Indian Film Festival of Los Angeles.